# Лобачеве (Щастинський район)
Лобаче́ве — село в Україні, у Щастинській міській громаді Щастинського району Луганської області. Населення становить 250 осіб.
Утворене в 1700 році. До жовтня 2014 року входило до Слов'яносербського району, підпорядковувалося Жовтенській сільській раді. 7 жовтня постановою Верховної Ради передане до Новоайдарського району. 17 жовтня включене до Трьохізбенської сільської ради.

## Новітня історія
2 вересня 2015 року мобільна група — волонтери, працівники Державної фіскальної служби, СБУ, військовослужбовці-десантники ЗСУ — потрапили в засідку терористів. Група виконувала завдання по боротьбі з незаконним переміщенням товарів — через лінію розмежування. Група потрапила на закладені міни, обстрілював після вибуху снайпер. Після прибуття підкріплення зі складу ЗСУ терористи відступили за Сіверський Донець. В ході бою зіткнення загинув волонтер Андрій Галущенко та співробітник ДФС, четверо вояків поранено.
16 березня 2017-го внаслідок обстрілу терористами опорного пункту підрозділу механізованої бригади неподалік Лобачевого два вояки загинули, четверо зазнали поранень